# Болу (вилает)
Болу (на турски: Bolu) е вилает в Северна Турция. Административен център на вилаета е едноименният град Болу.
Вилает Болу е с население от 270 417 жители (оценка от 2006 г.) и обща площ от 7410 кв. км. Разделен е на 9 общини.

## Население
Численост на населението според преброяванията през годините:
| Година | Численост |
| 1990   | 262 919   |
| 2000   | 270 654   |
| 2011   | 276 976   |